# Annakreuz (Kirchhausen)

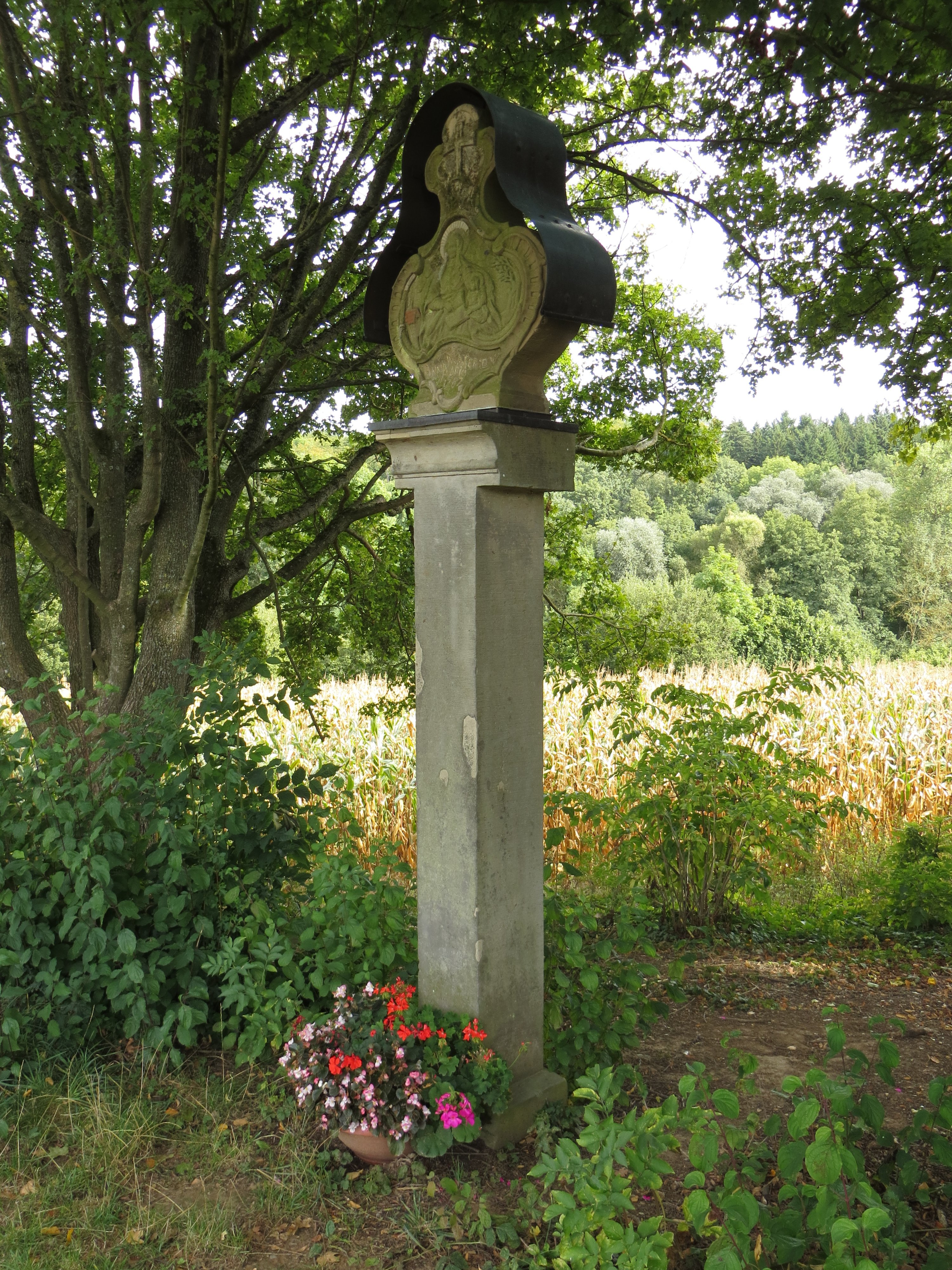
Das Annakreuz (2012)

Das Annakreuz ist ein Denkmal auf dem Schnittpunkt der Markungsgrenzen Hipfelhof, Leingarten und Kirchhausen auf einer Anhöhe westlich des Rotbach mit „anspruchsvoller bildhauerischer Gestaltung in barocken Formen“. Die denkmalgeschützte viereckige Sandsteinsäule ist 3,20 Meter hoch. Unweit des Annakreuzes befindet sich die Annalinde.

## Beschreibung
Es besteht aus einem hohen, profilierten Sockel und einem medaillonartigen Relief. Das Relief zeigt die Heilige Anna mit Maria als Kind und als Bildunterschrift: S. Anna, Mater B. V. Maria (auf Deutsch: Hl. Anna, Mutter der seligen Jungfrau Maria). Das Relief zeigt rechts einen Baum und links eine brennende Kapelle mit rotem Ziegeldach und Glockentürmchen. Das Relief wird von einer Kleeblattform mit Kreuzrelief bekrönt. Unterhalb ist die Jahreszahl 1782 oder 1787 zu lesen.
Ignaz Pfau schreibt 1844, im ersten Jahr, nachdem die St. Annakapelle vernichtet worden sei, hätten „einige fromme Bürger von Kirchhausen eine zwölf Schuh hohe Säule von Sandstein errichten lassen, die 1782 renoviert wurde und welche jetzt noch steht“.
Im Juli 2013 wurde das Original, das sich in einem schlechten Zustand befand, am Standort neben der Annalinde durch eine von einem Steinmetzen angefertigte Kopie aus Heilbronner Sandstein vom Wartberg ersetzt.